# Charles Luis Reiter
Charles Luis Reiter (nacido el 26 de abril de 1988) es un futbolista brasileño que se desempeña como defensa.
Jugó para clubes como el Joinville, Juventus, Fortaleza, Paysandu, Ceará, Nagoya Grampus y Paraná.

## Trayectoria

### Clubes
| Club           | País   | Año         |
| -------------- | ------ | ----------- |
| Joinville      | Brasil | 2011 - 2012 |
| Juventus       | Brasil | 2013        |
| Fortaleza      | Brasil | 2013        |
| Paysandu       | Brasil | 2014        |
| Ceará          | Brasil | 2015 - 2016 |
| Nagoya Grampus | Japón  | 2017        |
| Joinville      | Brasil | 2017        |
| Paraná         | Brasil | 2018        |